# Bibliothèque nationale du Groenland
La Bibliothèque nationale du Groenland (en groenlandais : Nunatta Atuagaateqarfia) est la bibliothèque publique et nationale du Groenland. Elle est située à Nuuk, la capitale du territoire, dont c'est la plus grande bibliothèque, consacrée à la préservation du patrimoine culturel national et historique.

## Collections
Les fonds de la bibliothèque sont répartis entre la bibliothèque publique dans le centre de Nuuk, et Ilimmarfik, le campus de l'université, situé dans le quartier de Nuussuaq. Le 1er janvier 2008, il y avait 83 324 articles dans la base de données d'Ilimmarfik.